# Hockey Club Ambrì-Piotta 2010-2011
Questa è la rosa della stagione 2010/2011 dell'Hockey Club Ambrì-Piotta.
| N. | Naz.                   | Ruolo | Nome                  |
| -- | ---------------------- | ----- | --------------------- |
| 3  | Svizzera (bandiera)    | A     | Lorenzo Croce         |
| 30 | Svizzera (bandiera)    | A     | Thomas Bäumle         |
| 4  | Svizzera (bandiera)    | D     | Ralph Bundi           |
| 5  | Svizzera (bandiera)    | D     | Giacomo Casserini     |
| 10 | Svizzera (bandiera)    | D     | Daniele Marghitola    |
| 11 | Svizzera (bandiera)    | D     | Marc Schulthess       |
| 22 | Svizzera (bandiera)    | D     | Reto Kobach           |
| 23 | Svizzera (bandiera)    | D     | Marc Gautschi         |
| 40 | Svizzera (bandiera)    | D     | Gian-Andrea Randegger |
| 72 | Svizzera (bandiera)    | D     | Uinter Guerra         |
| 77 | Bielorussia (bandiera) | D     | Uladzimir Dzianisaŭ   |
| 80 | Rep. Ceca (bandiera)   | D     | Zdeněk Kutlák         |
| 83 | Svizzera (bandiera)    | D     | Raphael Vassanelli    |
| 6  | Svizzera (bandiera)    | A     | Patrick Incir         |
| 7  | Stati Uniti (bandiera) | A     | Erik Westrum          |
| 9  | Svizzera (bandiera)    | A     | Joey Isabella         |
| 12 | Svizzera (bandiera)    | A     | Daniele Grassi        |
| 13 | Svizzera (bandiera)    | A     | Raeto Raffainer       |
| 18 | Svizzera (bandiera)    | A     | Inti Pestoni          |
| 19 | Canada (bandiera)      | A     | Éric Landry           |
| 20 | Svizzera (bandiera)    | A     | Elias Bianchi         |
| 20 | Svizzera (bandiera)    | A     | Christian Stucki      |
| 25 | Svizzera (bandiera)    | A     | Trevor Meier          |
| 26 | Canada (bandiera)      | A     | Yanick Lehoux         |
| 43 | Svizzera (bandiera)    | A     | Mauro Zanetti         |
| 45 | Svizzera (bandiera)    | A     | Mirko Murovic         |
| 46 | Svizzera (bandiera)    | A     | Paolo Duca            |
| 55 | Svizzera (bandiera)    | A     | Alain Demuth          |
| 63 | Svizzera (bandiera)    | A     | Mattia Bianchi        |
| 65 | Svizzera (bandiera)    | A     | Reto Stirnimann       |
| 75 | Canada (bandiera)      | A     | Martin Kariya         |
| 88 | Svizzera (bandiera)    | A     | Ivan Incir            |
| 89 | Svizzera (bandiera)    | A     | Roman Botta           |
| 91 | Svizzera (bandiera)    | A     | Julian Walker         |
| 92 | Svizzera (bandiera)    | A     | Gregory Hofmann       |
| 94 | Canada (bandiera)      | A     | Stéphane Veilleux     |
| 97 | Svizzera (bandiera)    | A     | Adrian Brunner        |

- Allenatore:  Kevin Constantine
- Ass.Allenatore:  Diego Scandella
- Dir. Sportivo:  Jean-Jacques Aeschlimann